# Нери пер Казо
Нèри пер Кàзо (на италиански: Neri per Caso) са италианска мъжка група a капела, създадена в град Салерно през 1995 г.

## Име
Първоначалното име на групата е Креказон (Crecason) – съкращение от инициалите на фамилиите Крешенцо и Каравано плюс наставката „сон“, вдъхновена от Джексън 5. Името им Нери пер Казо се ражда една вечер, когато авторът на песни Клаудио Матоне е на тяхно изпълнение в римски клуб и виждайки всички облечени в черно, с дънки и черни пуловери, той ги пита дали винаги са облечени така. Те казват, че това е съвпадение, но Матоне решава да ги нарече „Черни случайно“.

## Кариера
Те започват да пеят в клубовете на Салерно. Стават известни в Италия с участието си в музикалния конкурс Санремо Млади изпълнители (Sanremo Giovani) през 1994 г. с песента Donne („Жени“) на Дзукеро, класирайки се в категорията „Нови предложения“ на Фестивала на италианската песен в Санремо през 1995 г. Нери пер казо са класирани на първо място в категорията си с песента Le ragazze, написана от Матоне и изпълнявана a капела.
Първият им албум Le ragazze („Момичетата“) с кавъри на добре познати италиански песни и с две неиздавани песни получава 6 платинени диска за продажби от FIMI.
Вторият им албум Strumenti („Инструменти“) излиза през 1996 г. В него гласовете им се съпровождат от акустични, електронни и ударни инструменти (чаши, лъжички, калъфи за китара...), създавайки специфична атмосфера, различна за всяка песен.
С песента Mai più sola („Никога вече сама“) на Клаудио Матоне групата отново участва във Фестивала в Санремо през 1996 г., класирайки се пета в категорията 'Big'.
Третият им албум ...And So This Is Christmas излиза през 1996 г. точно преди Коледа и съдържа кавъри на известни коледни песни: песента Quando („Кога“) е изпълнена от тях в анимационния филм на Дисни от 1996 г. „Гърбушкото от Нотр Дам“.
Четвъртият им албум излиза в края на ноември 1997 г. и е озаглавен Neri per Caso.
През май 2000 г. е ред на албума Angelo blu („Син ангел“) с лейбъла И Ем Ай Италия. Сингълът от него е Sarà (Heaven Must Be Missing an Angel) – кавър версия на Heaven Must Be Missing an Angel на група Таварес.
На 7 юни 2002 г. излиза компилацията с най-големите им хитове La raccolta, включваща и непубликуваните песни Amore psicologico („Психологическа любов“) и Tu sei per me („Ти си за мен“).
През 2003 г. те са в ролята на „хор от статуи“ във филма „Къщата с духове“ с Еди Мърфи.
По повод преиздаването на ремастеризираната и реставрираната версия на анимационния филм на Дисни „Книга на джунглата“, през ноември 2007 г. Нери пер Казо изпълняват а капела песента Siamo tuoi amici („Ние сме твои приятели“) – песента, изпята от четирите лешояда.
На 15 февруари 2008 г. излиза новият им албум Angoli diversi („Различни ъгли“). За случая 11 италиански певци (включително Манго, Лучо Дала, Лука Карбони, Самуеле Берсани, Пух, Клаудио Балиони и Джино Паоли) изпълняват песен от репертоара си, аранжирана а капела с групата. Издаването на албума е предшествано от сингъла What a Fool Believes, направен заедно с Марио Бионди. През март 2009 г. Angoli diversi печели Наградата за най-добър европейски запис а капела, присъждана от американската асоциация „CARAS“ (Contemporary A Cappella Recording Awards).
На Фестивала в Санремо през 2008 г. на вечерта, посветена на дуетите, Нери пер Казо пеят заедно с Миета а капела песента Baciami adesso („Целуни ме сега“).
През 2008 г. те пеят с Клаудио Балиони песента Se guardi su („Ако погледнеш нагоре“) от албума му QPGA.
На 26 октомври 2010 г. излиза албумът им с дуети Donne. В него Нери пер Казо пеят в дует с певици като Лоредана Берте, Орнела Ванони, Миета и Миа Мартини (в посмъртен дует), и млади новоизгряващи певици като Долченера, Джузи Ферери, Ноеми, Алесандра Аморозо и Карима.
На 9 май 2014 г. групата е в ролята ултраси на ССК Наполи, водени от Genny 'a carogna (в ролята: Маурицио Кроца) и пеят в шоуто Crozza nel Paese delle Meraviglie по канал LA7.
През септември 2014 г. Диего Каравано напуска групата, за да се посвети изключително на преподавателска дейност, като става преподавател по пеене, хорово пеене, пиано и ансамблова музика в Музикалния колеж „Сейнт Луис“.
През октомври 2015 г. излиза сингълът им Make Love, който предшества албума Neri per Caso 2.0, издаден по повод 20-годишнината от кариерата им.
През 2018 г. Нери пер Казо отново участват във вечерта на дуетите на Фестивала в Санремо с Елио е ле Сторие Тезе в прощалната песен на групата Arrivedorci.
През 2019 г. публикуват албума We Love The Beatles – компилация с кавъри на Бийтълс. Отначало тя излиза само за дигитално сваляне, но благодарение на набирането на средства някои фенове успяват да получат копие на компактдиск.
През 2021 г. Нери пер Казо се завръщат на Фестивала в Санремо на вечерта на кавърите, пеейки с Гемон медли, посветено на жените, озаглавена L'Essere Infinito (L.E.I.) („Безкрайното същество (Т.Я.)“)
На 13 декември 2021 г. групата участва в благотворителен коледен концерт в Театър „Бончи“ в Чезена за набиране на средства за излесдването на глобластомите.

## Състав
Двама от членовете на групата: Мимѝ Каравано и Гонзало Каравано са синове на певеца Джими Каравано, който между 50-те и 60-те години на 20 век прави записи за Фонит Четра.
- Чиро Каравано (от 1995 г.)
- Гондзало Каравано (от 1995 г.)
- Доменико Пабло 'Мимѝ' Каравано (от 1995 г.)
- Марио Крешенцо (от 1995 г.)
- Масимо де Дивитиис (1995 – 2000 и от 2002)
- Даниеле Блакие (от 2015 г.)

### Бивши членове
- Диего Каравано (1995 – 2014)
- Джо Барбиери (2001 – 2002)
- Морис Прадела (2014 – 2015)

## Дискография

### Студийни албуми
- 1995 – Le ragazze
- 1996 – Strumenti
- 1996 – ...And So This Is Christmas
- 1997 – Neri per caso
- 2000 – Angelo blu
- 2008 – Angoli diversi
- 2008 – ...And So This Is Christmas (New Version)
- 2010 – Donne
- 2016 – Neri per Caso 2.0
- 2019 – We Love the Beatles

### Компилации
- 2001 – Uno Indonesia
- 2002 – La raccolta
- 2004 – Made In Italy
- 2007 – Solo grandi successi

### Сингли
- 1995 – Donne
- 1995 – Le ragazze
- 1995 – Sentimento pentimento
- 1995 – Quando
- 1996 – Mai più sola
- 1996 – Improvvisando
- 1998 – Quello che vuoi
- 1998 – Sogno
- 1998 – Centro di gravità permanente
- 2000 – Sarà (Heaven Must Be Missing an Angel)
- 2000 – Che cosa sei
- 2002 – Amore psicologico
- 2006 – Christmas 3
- 2008 – What a Fool Believes (feat. Марио Бионди)
- 2008 – Bella d'estate (feat. Манго)
- 2010 – Ain't No Mountain High Enough (feat. Уенди Луис)
- 2015 – Make Love (sempre con te)

## Дуети
- с Манго: Bella d'estate (в Angoli diversi, 2008)
- с Лучо Дала: Balla balla ballerino (пак там)
- с Джино Паоли: Senza fine (пак там)
- с Клаудио Балиони: Via (пак там)
- с Раф: Un grande salto (пак там)
- с Лука Карбони: Ci vuole un fisico bestiale (пак там)
- със Самуеле Берсани: Il pescatore di asterischi (пак там)
- с Марио Бионди: What a Fool Believes(пак там)
- с Нефа: Prima di andare via (пак там)
- с Алекс Брити: 7000 caffè (пак там)
- с Пух: Piccola Katy (пак там)
- с Миа Мартини: Minuetto (в Donnne, 2010)
- с Миета: Baciami adesso (пак там)
- с Орнела Ванони: Io che amo solo te (пак там)
- с Лоредана Берте: E la luna bussò (пак там)
- с Уенди Д. Люис: Ain't No Mountain High Enough (пак там)
- с Карима: Street Life (пак там)
- с Долченера: Il cuore è uno zingaro (пак там)
- с Ноеми: Come si cambia (пак там)
- с Джузи Ферери: Aria di vita (пак там)
- с Алесандра Аморозо: Maniac (пак там)
- с Ренато Дзеро: хор в албума Alt и хористи в Alt in Tour (2016/2017)
- с Елио е ле Сторие Тезе: Arrivedorci (2018)

## Видеография
- Make Love (Sempre con te)
- What A Fool Believes ft. Марио Бионди
- Englishman in New York
- Chandelier